# Songs we sang (album)
Songs we sang is een verzamelalbum van The Cats uit vermoedelijk 1969. Het muziekalbum werd uitgegeven door Imperial Records en was een verzamelalbum uit een serie die tot stand kwam met de boekenclub Boek en Plaat. De elpee werd verkocht inclusief een poster van The Cats. Het album is genoemd naar het gelijknamige nummer Songs we sang, dat voor het eerst werd uitgebracht op het album Colour us gold uit 1969.

## Nummers
De duur van de nummers is ontleend van andere elpees en kan met deze elpee verschillen.
| Nummer | Naam                            | Geschreven door                   | Duur | Opmerkingen |
| ------ | ------------------------------- | --------------------------------- | ---- | ----------- |
| A1     | Marian                          | Arnold Mühren                     | 4:00 |             |
| A2     | Mandy my dear                   | Jaap Schilder                     | 3:23 |             |
| A3     | Why baby why                    | Barry Mason en Les Reed           | 2:49 |             |
| A4     | Freedom bird                    | Lewis & Clarke                    | 2:59 |             |
| A5     | I've gotta be goin'             | Jimmy Faragher                    | 2:21 |             |
| A6     | There she goes                  | Cees Veerman                      | 2:22 |             |
| A7     | Rainbow tree                    | Hy Mizrahi en Kenny Laguna        | 2:14 |             |
| B1     | Scarlet ribbons                 | Evelyn Danzig en Jack Segal       | 3:21 |             |
| B2     | I don't want to be hurt         | Dan Greer                         | 2:45 |             |
| B3     | Songs we sang                   | Benny Andersson en Lars Berghagen | 2:53 |             |
| B4     | Somewhere up there              | Piet Veerman                      | 4:14 |             |
| B5     | Today                           | Theo Klouwer en John Möring       | 2:57 |             |
| B6     | In my room                      | John Farnham                      | 2:43 |             |
| B7     | I've always tried to understand | Arnold Mühren                     | 2:54 |             |